# AEGON
AEGON N.V. (AGN, AEG) es uno de los mayores grupos aseguradores mundiales de seguros de vida y pensiones. Su oficina principal se encuentra en La Haya, Países Bajos. A comienzos de 2012, el Grupo AEGON tenía alrededor de veintiséis sedes en todo el mundo, dando servicio a unos cuarenta millones de clientes.

## Historia
AEGON fue fundada en 1983 con la fusión de AGO Holding N.V. (a su vez creada con la fusión de tres compañías, en 1968) y Ennia N.V. (a su vez formada por la fusión de tres compañías, en 1969).  Sus oficinas principales en USA están en Cedars Rapids, Iowa.  Adquirió Scottish Equitable en 1994.
En 1998 creó Stonebridge International Insurance Ltd. Para desarrollar y comercializar una variedad de seguros personales, proporcionando coberturas de accidentes, salud y desempleo a sus propios clientes y los de sus socios comerciales.
En 1999 adquirió el negocio de seguros de vida de Guardian Royal Exchange.  Ese año, también compró Transamerica Corporation.
El 13 de agosto de 2007, AEGON y Merryl Lynch anunciaron una alianza estratégica de negocios en las áreas de seguros de vida e inversiones.  Como parte de la relación, AEGON adquirió dos de las compañías de seguros de vida de Merryl Lynch por U$S1.3 billones.
El 23 de abril de 2008, Alex Wynaendts sucedió a Donald J. Shepard tras su retiro como Presidente del Directorio y director general de AEGON N.V..  Donald Shepard anunció su retiro en noviembre de 2007, después de 6 años como director general. El Consejero Delegado de Aegón en España es Tomás Alfaro desde 2021.
El 28 de octubre de 2008 el gobierno holandés y el Banco de Holanda acordaron otorgar a AEGON una inyección de capital de €3 billones para crear un capital de reserva a cambio de bonos convertibles, para facilitar la transición del grupo a través de la crisis financiera.

## Operaciones
Los negocios de AEGON se focalizan en los seguros de vida y pensiones y productos de ahorro y gestión de activos.  El grupo también es activo en seguros de salud y complementarios de salud y en seguros generales y tiene algunas actividades limitadas en la industria bancaria.  AEGON tiene importantes operaciones en los Estados Unidos (donde está fuertemente representada a través del World Financial Group y Transamerica), Holanda y el Reino Unido.  Además. El grupo está presente en otros varios países, incluyendo Canadá, Brasil, México, Hungría, Polonia, Rumania, Eslovaquia, República Checa, Turquía, España, China, Japón e India.

## Patrocinio
En 2008, AEGON se convirtió en el patrocinador oficial del equipo neerlandés de fútbol AFC Ajax, en un acuerdo de siete años de duración.  El uniforme del Ajax ahora luce el logo de AEGON en su pecho.  AEGON se convierte en el tercer patrocinador de Ajax (TDK patrocinó desde 1982 hasta 1991 y ABN AMRO lo hizo desde 1991 hasta 2008).  Desde fines de 2008, AEGON también patrocina la Lawn Tennis Association.  Un acuerdo de patrocinio fue alcanzado con la LTA y el nombre de AEGON aparecerá en los cuatro pilares principales del tenis británico, incluyendo varios torneos profesionales, uno de los cuales es el AEGON Championship, un torneo ATP sobre hierba que tiene lugar en junio, en Londres, reemplazando a Stella Artois, quien lo había patrocinado desde 1979.  AEGON también patrocina al golfista profesional Zach Johnson, quien ganó el Torneo de Maestros en 2007.

## Subsidiarias
- Scottish Equitable plc (trading as AEGON UK)
- Transamerica Corporation
- Transamerica Life Insurance Company
- Transamerica Life Insurance Company of New York
- Transamerica Advisors Life Insurance Company
- Transamerica Advisors Life Insurance Company of New York
- Monumental Life Insurance Company
- Stonebridge Casualty Insurance Company
- Stonebridge International Insurance Ltd
- Stonebridge Life Insurance Company
- Western Reserve Life Assurance Co. of Ohio
- Transamerica Life Canada
- Aegon TU na Życie S.A. / Aegon Powszechne Towarzystwo Emerytalne S.A.
- Mongeral (Joint Venture 50% Brazilian Insurance Company)
- Diversified Investment Advisors
- World Financial Group
- World Group Securities